# Pelorovis
Genre
Pelorovis (« mouton monstrueux ») est un genre éteint de bovin africain, apparu au Pliocène, il y a 2,5 Ma et qui s'est éteint entre la fin du Pléistocène supérieur il y a 12 000 ans et l'Holocène, il y a 4 000 ans.
Des études anatomiques et morphométriques détaillées permettent d'arriver à la conclusion que le genre Pelorovis n'est probablement pas monophylétique. Les formes les plus anciennes, P. turkanensis et P. oldowayensis, sont très proches et sont potentiellement les premiers membres du genre Bos. À l'inverse, la forme du Pléistocène supérieur, Pelorovis antiquus, semble être plus proche du buffle d'Afrique Syncerus caffer.

## Description

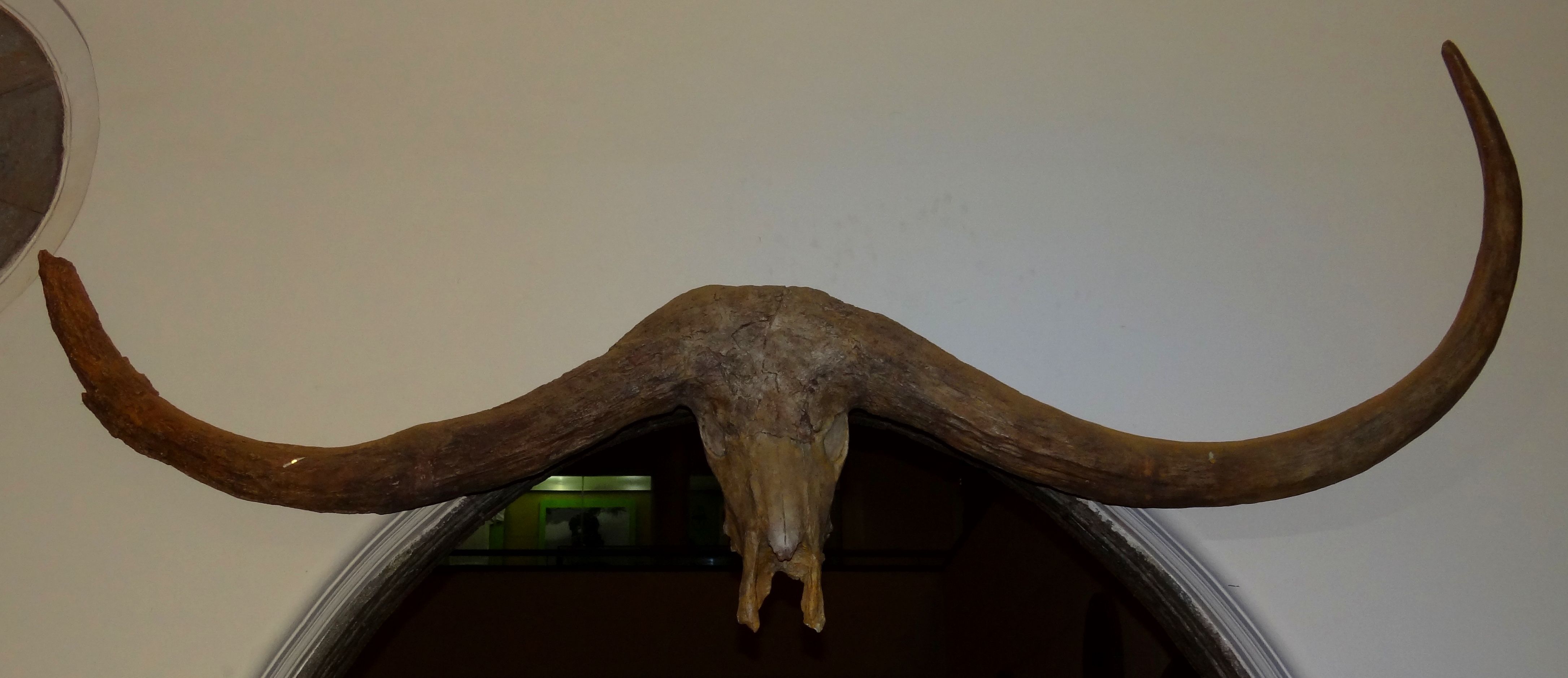
Crâne de Pelorovis antiquus exposé au musée de Nairobi.

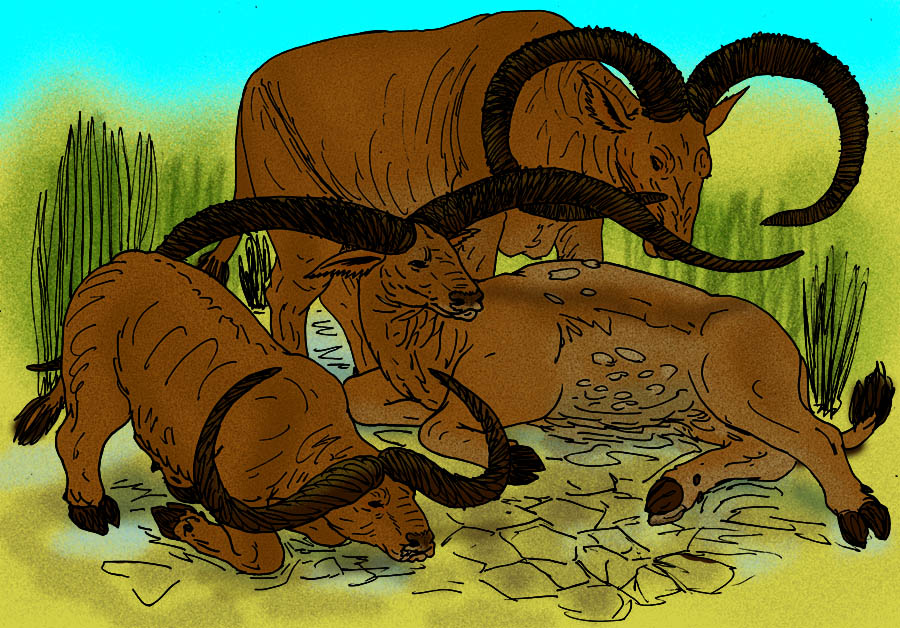
Pelorovis antiquus, P. turkanensis et P. oldowayensis (de gauche à droite).

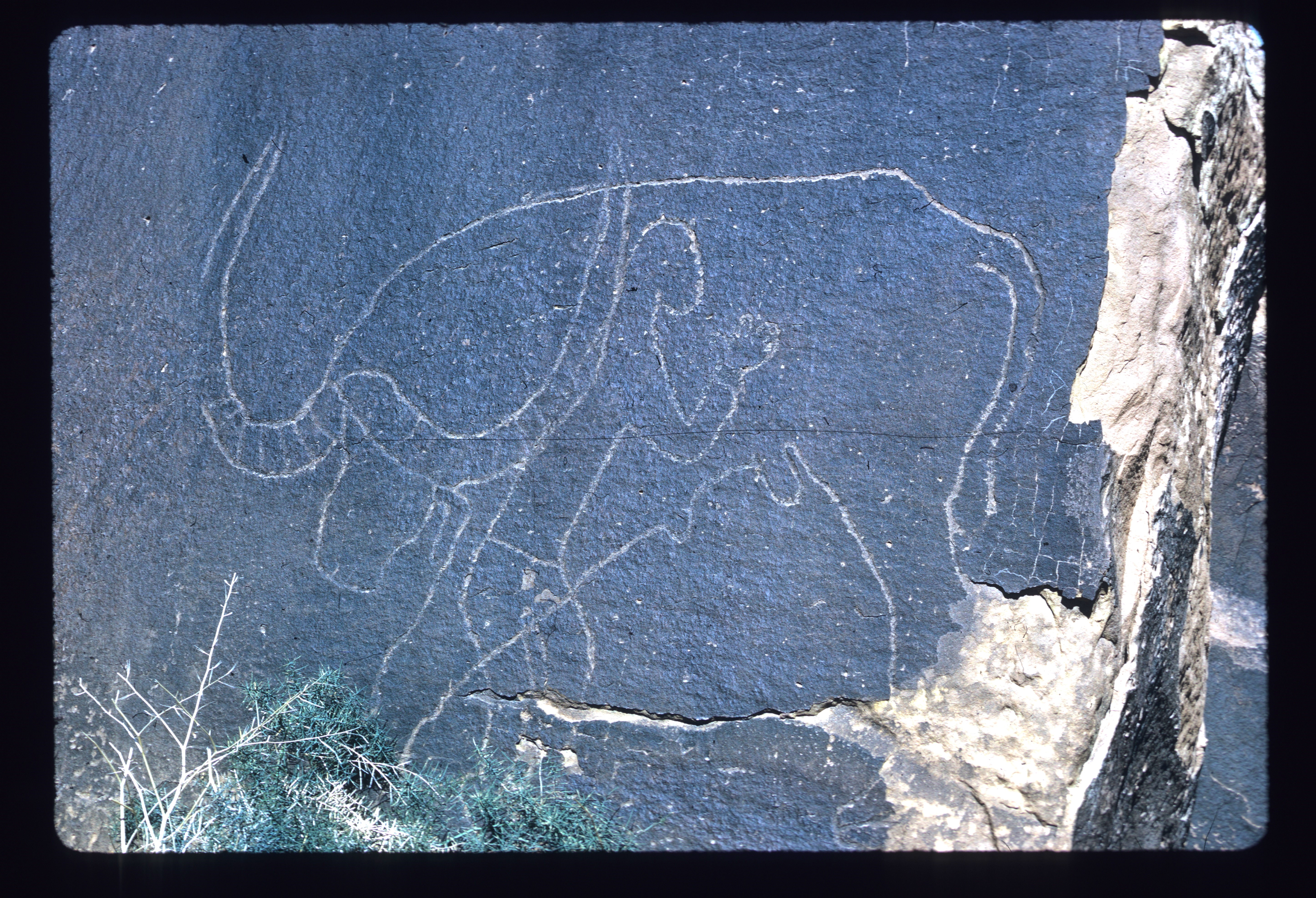
Gravure pariétale « bubaline » de R'cheg Dirhem, Algérie (L : 180 cm).

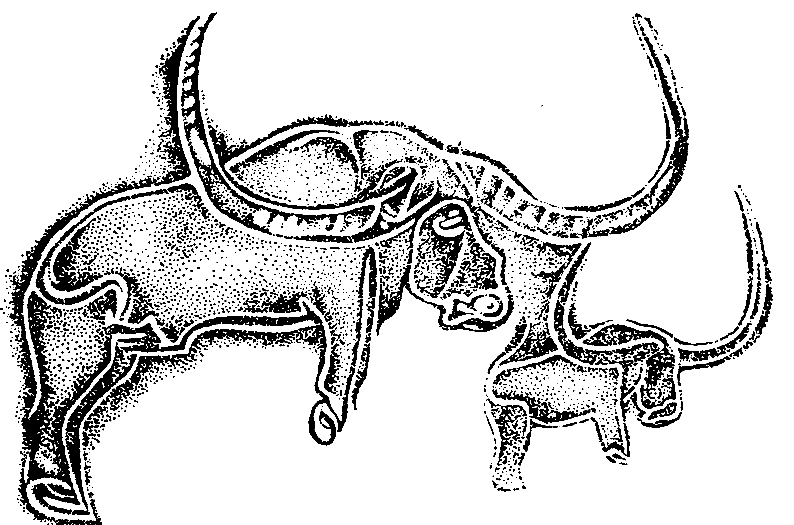
Gravure pariétale « bubaline » de la vallée de Mathendous, supposée représenter Pelorovis antiquus.

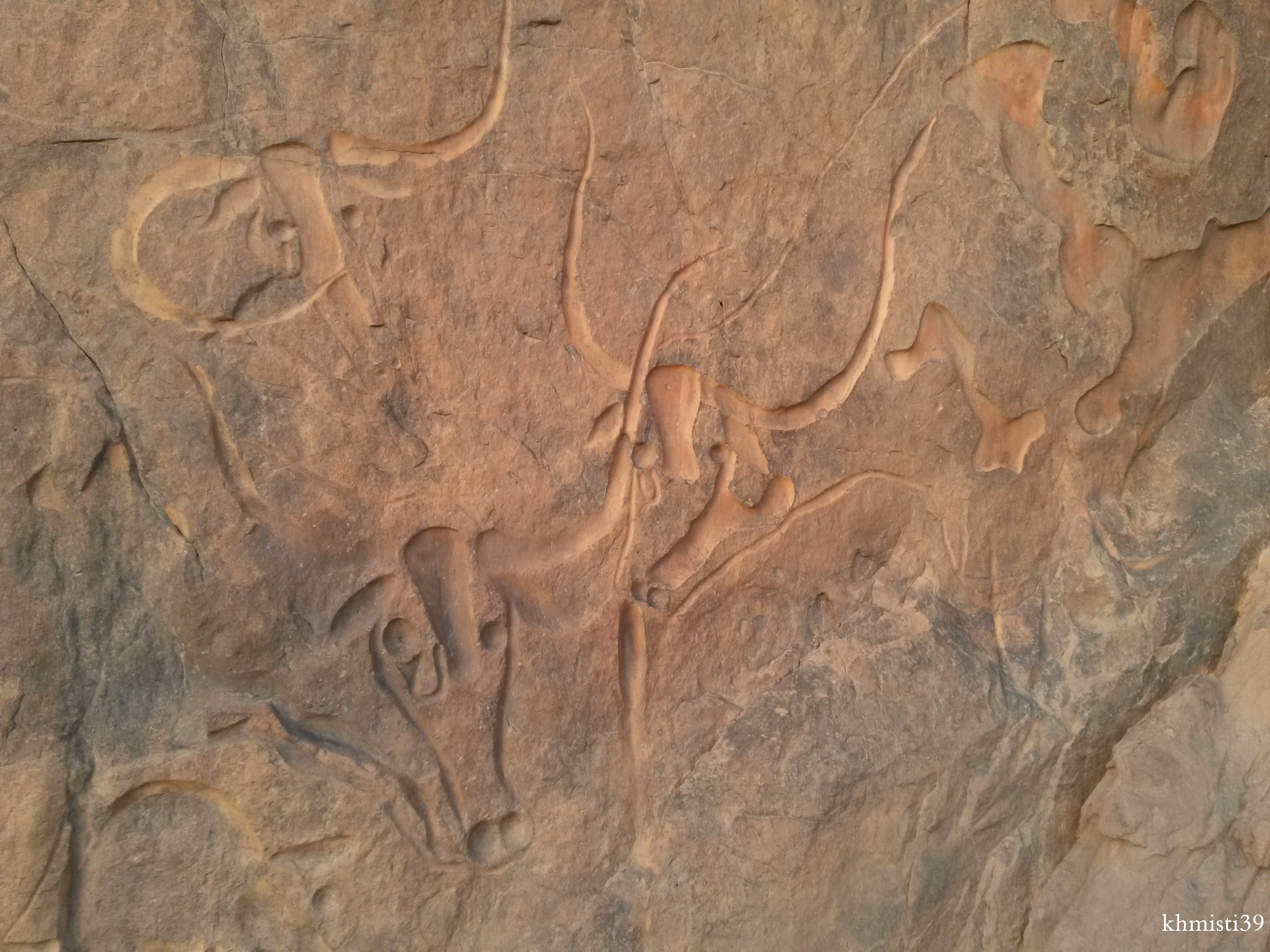
Gravure pariétale dite de « la vache qui pleure », vallée de Mathendous : peut-être les derniers Pelorovis, peut-être déjà du bétail domestique.

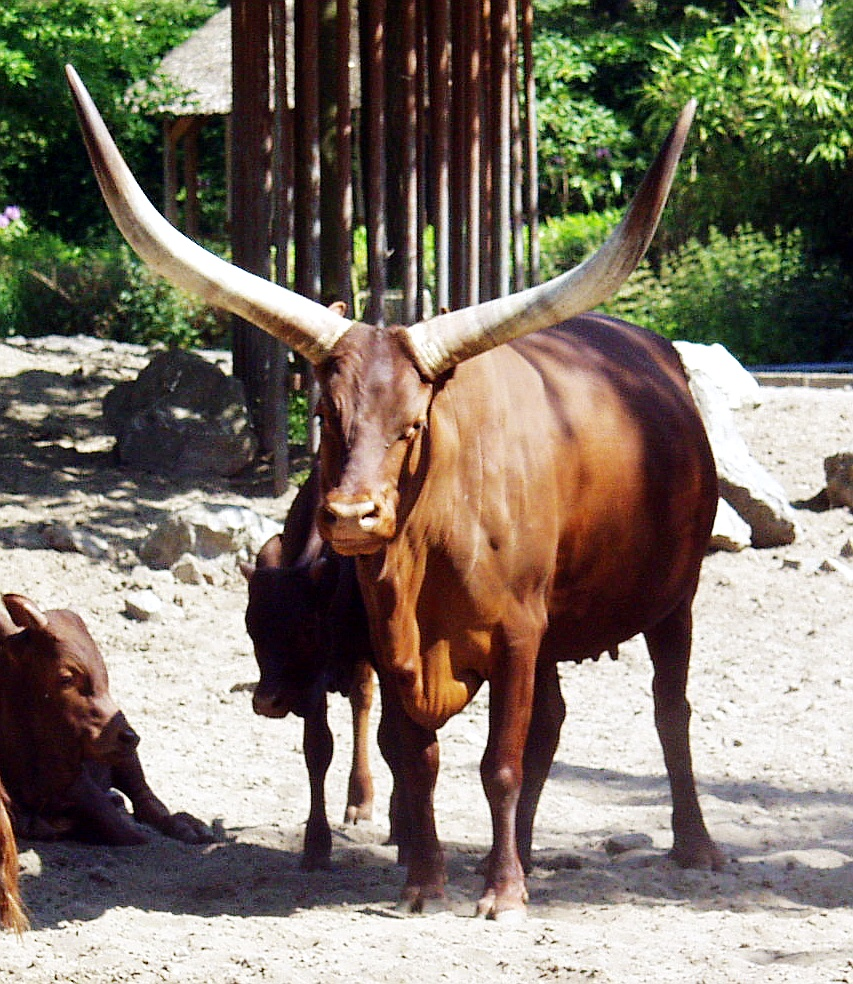
Bétail Watusi africain contemporain, aux très grandes cornes.

Pelorovis ressemblait extérieurement au buffle africain, bien qu'il soit plus grand et qu'il possède de plus longues cornes incurvées. Pelorovis atteignait une masse de 1 200 kg, et probablement deux tonnes pour les plus grands mâles. Cela en fait l'un des plus grands bovidés et l'un des plus grands ruminants ayant jamais vécu, rivalisant avec le bison à longues cornes américain (Bison latifrons) et la girafe (Giraffa camelopardalis). Les noyaux osseux des cornes faisaient environ 1 m ; lorsqu'ils étaient recouverts de kératine, qui ne se fossilise généralement pas, ils étaient probablement deux fois plus longs. Les cornes pointaient vers le haut et vers l'avant, chacune formant un demi-cercle chez les espèces Pelorovis oldowayensis et Pelorovis turkanensis.
Les cornes de Pelorovis antiquus ressemblaient davantage à celles du buffle des rivières (Bubalus) et c'est pourquoi il a été placé dans le genre Bubalus dans les classifications anciennes. Pelorovis oldowayensis avait à peu près la même taille que le buffle africain actuel, mais ses pattes étaient plus longues et le crâne allongé de cette espèce rappelle les Alcelaphinae modernes. Pelorovis antiquus était sensiblement de la même taille mais était plus robuste.
Pelorovis antiquus disparut il y a environ 12 000 ans de l'Afrique australe et orientale. Les fossiles et les preuves archéologiques indiquent cependant que l'espèce était encore présente dans le nord de l'Afrique il y a 4 000 ans. Pelorovis oldowayensis est apparu en Afrique subsaharienne et a disparu il y a 800 000 ans.
Les fossiles les mieux conservés de Pelorovis oldowayensis proviennent des gorges d'Olduvai en Tanzanie ; un squelette complet de Pelorovis antiquus a été trouvé près de Djelfa en Algérie.